# Сафаев, Садык Салихович
Сады́к Сали́хович Сафа́ев (узб. Sodiq Solihovich Safoyev; род. 3 февраля 1954, Ташкент, Узбекская ССР, СССР) — узбекский государственный деятель. Член Сената Олий Мажлиса Республики Узбекистан четырёх созывов, чрезвычайный и полномочный посол Узбекистана, председатель Федерации регби Узбекистана. Дважды назначался на должность министра иностранных дел Узбекистана (1993, 2003—2005).

## Биография
В 1976 году окончил Ташкентский государственный университет по специальности «экономист». Преподавал в альма-матер до 1987 года.
С 1987 по 1990 годы — методист, заведующий сектором ЦК КП Узбекистана.
С 1990 по 1991 годы — старший научный сотрудник Института изучения производственных сил Академии наук Республики Узбекистан, стажёр Гарвардского университета.
С 1991 по 1992 годы — ведущий консультант, заведующий отделом международных экономических связей аппарата Президента Узбекистана.
С 1992 по 1993 годы — первый заместитель министра по внешнеэкономическим связям Республики Узбекистан.
С 2 февраля по 22 июля 1993 года возглавлял министерство иностранных дел Узбекистана.
22 июля 1993 года Садыку Сафаеву присвоен дипломатический ранг чрезвычайного и полномочного посла Республики Узбекистан.
С 1993 года по 9 февраля 1996 года — посол Узбекистана в ФРГ, по совместительству — в Нидерландах и Австрии.
В 1996 году занимал должность государственного советника президента Узбекистана.
С 1996 по 2001 годы — посол Узбекистана в США, по совместительству — в Канаде.
С 2001 по 2002 годы — первый заместитель министра иностранных дел Узбекистана. С 2002 по 2003 год являлся специальным представителем Президента Республики Узбекистан в Афганистане.
С 14 марта 2003 года и до февраля 2005 года Садык Сафаев во второй раз возглавлял МИД Узбекистана.
С февраля по ноябрь 2005 года — ректор Университета мировой экономики и дипломатии.
Садык Сафаев — член Сената Олий Мажлиса Республики Узбекистан с момента начала его функционирования в 2005 году. На все свои четыре срока он назначался указами президента Узбекистана. Кроме того, на протяжении первых трёх сроков он руководил комитетом верхней палаты парламента по внешнеполитическим вопросам.
13 декабря 2016 года Садык Сафаев назначен на учреждённую в тот же день должность первого заместителя председателя Сената Олий Мажлиса Республики Узбекистан. Возглавляемый сенатором комитет по внешнеполитическим вопросам был реорганизован в комитет по вопросам международных отношений, внешнеэкономических связей, иностранных инвестиций и туризма.
20 января 2020 года Сафаев был переизбран на должность первого заместителя председателя Сената.
С 2021 года по настоящий день исполняет должность ректора Университета мировой экономики и дипломатии по совместительству с должностью первого заместителя председателя Сената Олий Мажлиса Республики Узбекистан.
Владеет английским, немецким и русским языками.
В прессе в 2003—2006 годах публиковались сведения, согласно которым Садык Сафаев стал вторым мужем Гульнары Каримовой, однако МИД Узбекистана официально опровергал эту информацию.

## Награды
- Орден «Трудовая слава» (3 февраля 2004)[23]
- Памятный знак «Ўзбекистон мустақиллигига 15 йил» (2006)
- Орден «За бескорыстную службу» (29 августа 2019)[24]
- Орден Восходящего солнца 1 класса (3 ноября 2021)[25]